# 赤田古墳群
赤田古墳群（あかだこふんぐん）は、かつて神奈川県横浜市青葉区あざみ野南（旧緑区荏田町赤田）に存在した古墳群。古墳4基（いずれも円墳）・横穴墓42基から構成された。
現在はすべて消滅しているが、東急田園都市線江田駅北西の赤田西公園（あざみ野南3丁目1-1）に赤田2号墳の実寸大レプリカが設置されている。

## 概要
赤田古墳群のある青葉区あざみ野南は、かつては旧地名を緑区荏田町赤田といい、多摩丘陵の山林の中を流れる赤田川という小河川が形成した谷戸であった。この谷戸地は、周囲の丘陵や谷戸が次々に大開発の憂き目に会い大規模造成され都市へと変貌していくなか、1980年代半ばまで水田と雑木林の広がる自然の里山であり、あざみ野駅 - 江田駅間の未開発地区として残っていた。しかし80年代後半には開発がおしよせ、丘陵は削られ谷戸は埋立てられ、跡形もなくなった。
この開発から、自然とともに残されていた赤田谷戸を中心とする赤田地区内の遺跡を記録としてでも残すべく、悉皆的に発掘調査する事業が行われた。ちなみに開発主体者は赤田土地区画整理組合、発掘調査を行ったのは横浜市教育委員会より発掘委託を受けた日本窯業史研究所（代表・大川清）である。地区内の分布調査により、赤田古墳群を含む縄文時代から江戸時代にいたるまでの14箇所の遺跡が見つかり赤田地区遺跡群と名付けられた。地域全域の発掘調査は1985年（昭和60年）5月16日に始まり、1988年（昭和63年）9月22日まで行われた。
赤田古墳群は、赤田谷戸北側～西側の丘陵上に、群集せず1基ごとに距離をあけて比較的広範囲に散在する古墳群である。ちなみに赤田谷戸の外側にも、観福寺裏山古墳や観福寺北古墳群（4基）、虚空蔵山古墳、大場第二地区遺跡（古墳含む）などの複数の古墳が存在していたことから、それらを総合的に荏田古墳群と呼ぶ書籍もある。
赤田古墳群として一括される古墳群は4基の円墳からなる。
1号墳は、径20m・残存高2.5ｍで、埋葬主体部は横穴式石室。石室の石材は泥岩を切り出した切石積みで、床には川原石が敷かれていた。石室や周溝から、武器（鉄刀・鉄鏃）、玉類（丸玉・小玉）、須恵器、銅製の碗が出土した。
2号墳は、径20m・残存高2.8ｍで、埋葬主体部は横穴式石室。石室の石材は泥岩を切り出した切石積みで、床には川原石が敷かれていた。石室や周溝から、武器（鉄刀・鉄鏃）、玉類（管玉・勾玉・丸玉・小玉・切子玉）、耳環、須恵器、土師器・鈴釧（すずくしろ）が出土した。
3号墳は、径20m・残存高2.5ｍで、埋葬主体部は横穴式石室。石室の石材は泥岩を切り出した切石積みで、床には川原石が敷かれていた。石室や周溝から、武器（鉄刀・鉄鏃）、玉類（管玉・棗玉・丸玉・小玉・切子玉）、耳環、須恵器、土師器が出土した。
4号墳は、径25m・残存高3ｍで、埋葬主体部は横穴式石室ではなく、木棺直葬らしき墓壙だった。武器（鉄刀・鉄鏃）、刀子、須恵器、土師器が出土したが、ほとんど小破片で量も少なかった。
出土した遺物の年代から、4号墳（5世紀末）→2号墳（6世紀後半）→1号墳（7世紀初頭）→3号墳（7世紀中頃）の順に築造されたと分かった。
また、1号墳と2号墳のあった丘陵南斜面には、6世紀から7世紀の横穴墓が42基発見され、横穴墓群をなしていた。これらはあたかも円墳の被葬者を仰ぐが如く山麓に造られ、円墳に葬られた人々と横穴墓に葬られた人々との社会的性格の違いや関係性が注目される発見事例になった。

## 現在

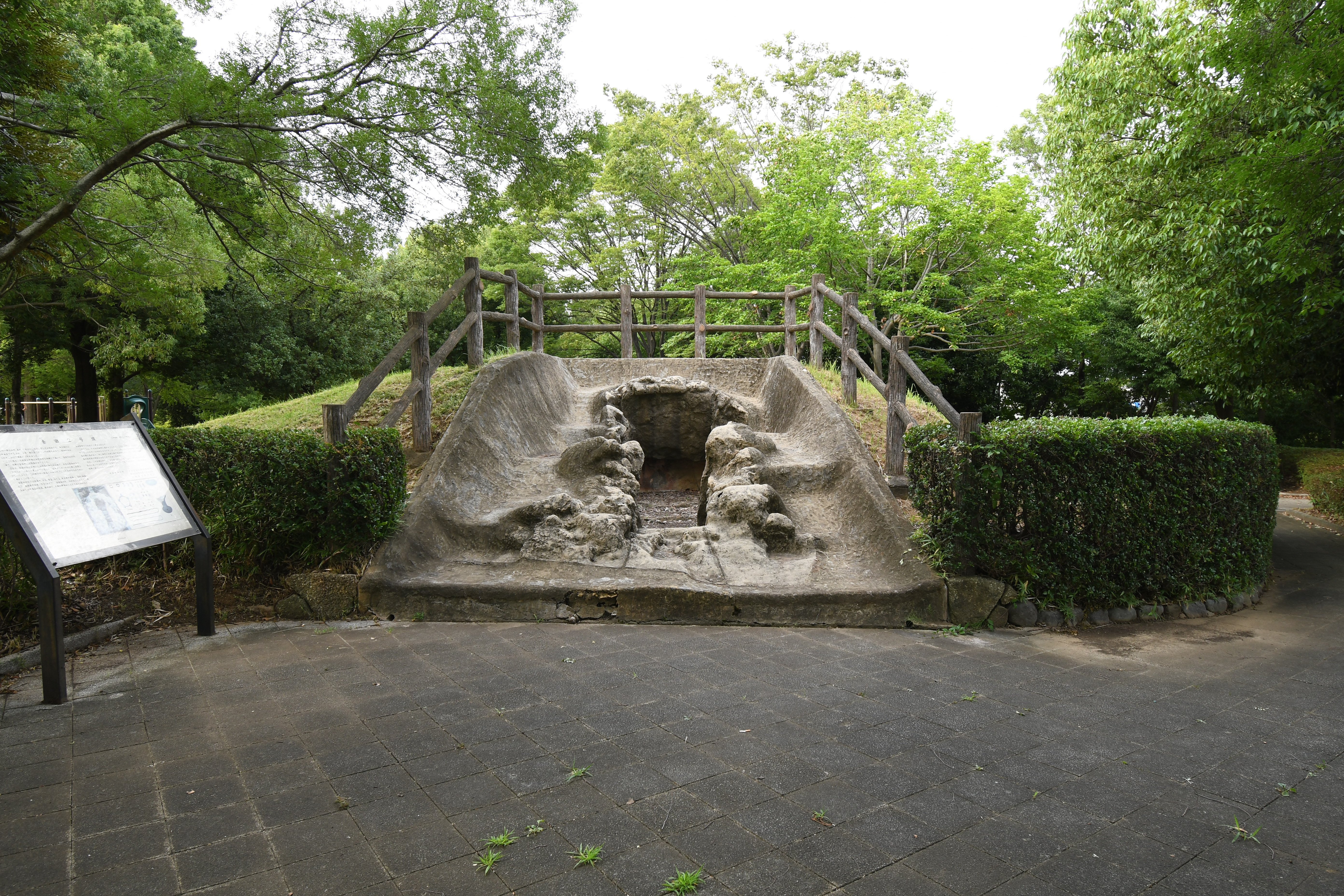
赤田2号墳 復元レプリカ

赤田古墳群は、この地域の有力者集団の墓とみられ、周辺の市ヶ尾横穴墓群や稲荷前古墳群を造った勢力との関係、さらに都筑郡役所跡の長者原遺跡に近く、のちの郡家との関係も注目される古墳群だったが、すでに開発前提の調査だったので古墳群は発掘後には丘陵ごと破壊され、消滅してしまった。ただし、赤田2号墳は、ガラス繊維補強セメント（GRC）で実寸大レプリカが造られ、江田駅北西の「赤田西公園」（あざみ野南3丁目1-1）に設置され、かつての面影を今に伝えるものとなっている。

### 引用文献
- 大川, 清、渡辺, 務『赤田地区遺跡群:横浜市緑区 集落編Ⅰ』日本窯業史研究所〈日本窯業史研究所報告第45冊〉、1994年3月。 NCID BN13854784。

- 横浜市歴史博物館「赤田古墳群」『横浜の古墳と副葬品』横浜市ふるさと歴史財団、2001年1月27日、32-36頁。 NCID BA52381705。

- 坂本, 彰「荏田古墳群」『鶴見川流域の考古学: 最古の縄文土器やなぞの中世城館にいどむ』星雲社、2005年1月20日、104-106頁。ISBN 4434057227。 NCID BA71159599。

### 関連文献
- 大川, 清『赤田の古墳:横浜市緑区』日本窯業史研究所〈日本窯業史研究所報告第34冊〉、1990年2月。 NCID BN06130900。

- 渡辺, 務『赤田地区遺跡群:横浜市青葉区 集落編Ⅱ』日本窯業史研究所〈日本窯業史研究所報告第48冊〉、1994年3月。 NCID BN13854784。